# Sawang
Sawang (indonez. Kecamatan Sawang) – kecamatan w kabupatenie Aceh Selatan w okręgu specjalnym Aceh w Indonezji.
Kecamatan ten znajduje się w północnej części Sumatry, nad Oceanem Indyjskim. Od północy graniczy z kecamatanem Meukek, od wschodu z kecamatanem Kluet Tengah, a od południa z kecamatanem Sama Dua. Przebiega przez niego droga Jalan Lintas Barat Sumatrea.
W 2010 roku kecamatan ten zamieszkiwało 13 679 osób, z których wszyscy stanowili ludność wiejską. Mężczyzn było 6819, a kobiet 6860. 13 488 osoby wyznawały islam.
Znajdują się tutaj miejscowości: Blang Geulinggang, Kuta Baro, Lhok Pawoh, Meuligo, Mutiara, Panton Luas, Sawang Bau, Sawang I, Sawang II, Sikulat, Simpang Tiga, Trieng Meuduro Baroh, Trieng Meuduro Tunong, Ujung Karang, Ujung Padang.